# María Fernanda Castro Maya
María Fernanda Castro Maya (* um 1993) ist eine mexikanische Aktivistin, die für die Rechte von Behinderten eintritt. 
Castro Maya ist geistig beeinträchtigt. Deshalb trat sie einer Organisation bei, die sich für die Rechte Behinderter einsetzt und von Human Rights Watch unterstützt wird. Dieser Zusammenschluss von Behindertenorganisationen heißt Confederación Mexicana de Organizaciones en Favor de la Persona con Discapacidad Intelectual, was in etwa mit Mexikanische Vereinigung von Organisationen, die sich für Personen mit geistiger Behinderung einsetzen, übersetzt werden kann. Diese Organisation setzte sich zum Beispiel dafür ein, dass sich mexikanische Parteien auch für Personen mit geistiger Behinderung oder Lernschwierigkeiten einsetzen.
Castro Maya setzt sich auch dafür ein, dass Dokumente bezüglich politischer Entscheidungen in einfach verständlicher Sprache verfasst werden und dass politische Parteien auch Behinderten offen stehen. Sie war Mitglied der mexikanischen Delegation, die den Bericht über die Rechte Behinderter den Vereinten Nationen vorstellte. Seit 2020 ist sie eine regionale Vertreterin der Organisation Empower Us, die zum weltweiten Netzwerk Inclusion International gehört. Castro führte die Onlinebefragung bezüglich der Mitwirkung von Personen mit geistiger oder psychosozialer Behinderung durch und moderierte eine Podiumsdiskussion beim Weltkongress Inclusion International.
Sie machte ebenfalls einen Vorstoß beim Parlament von Personen mit Behinderung 2022. Dieser zielte darauf ab, eine Ergänzung des Zivilgesetzes von Mexiko-Stadt vorzunehmen: Erwachsene Behinderte sollen nicht von vornherein unter Vormundschaft gestellt werden. Diese Eingabe wurde an den Stadtrat weitergeleitet und ist bisher (2023) nicht beantwortet worden.
Im Jahr 2022 war Fernanda Castro Maya auf der Liste der 100 einflussreichsten Frauen der BBC vertreten, weil sie sich für Behindertenrechte in Mexiko und die Teilhabe Behinderter am Politischen Leben einsetzt.